# Collegio uninominale Veneto 2 - 01 (2020)
Il collegio elettorale uninominale Veneto 2 - 01 è un collegio elettorale uninominale della Repubblica Italiana per l'elezione della Camera dei deputati.

## Territorio
Come previsto dalla legge n. 51 del 27 maggio 2019, il collegio è stato definito tramite decreto legislativo all'interno della circoscrizione Veneto 2.
È formato territorio dell'intera provincia di Rovigo (50 comuni) e da 36 comuni della provincia di Padova: Agna, Anguillara Veneta, Arquà Petrarca, Bagnoli di Sopra, Baone, Barbona, Boara Pisani, Borgo Veneto, Carceri, Casale di Scodosia, Castelbaldo, Cinto Euganeo, Este, Granze, Lozzo Atestino, Masi, Megliadino San Vitale, Merlara, Monselice, Montagnana, Ospedaletto Euganeo, Pernumia, Piacenza d'Adige, Ponso, Pozzonovo, San Pietro Viminario, Sant'Elena, Sant'Urbano, Solesino, Stanghella, Tribano, Urbana, Vescovana, Vighizzolo d'Este, Villa Estense e Vo'.
Il collegio è parte del collegio plurinominale Veneto 2 - 01.

## Eletti
| Elezione | Elezione | Deputato        | Partito |
| -------- | -------- | --------------- | ------- |
|          | 2022     | Alberto Stefani | Lega    |

## Dati elettorali

### XIX legislatura
Come previsto dalla legge elettorale, 147 deputati sono eletti con sistema a maggioranza relativa in altrettanti collegi uninominali a turno unico.
| Candidati                                 | Candidati                 | Voti    | %     | Liste                          | Voti    | %     |
| ----------------------------------------- | ------------------------- | ------- | ----- | ------------------------------ | ------- | ----- |
|                                           | Alberto Stefani ✔️ Eletto | 116 885 | 60,59 | Fratelli d'Italia              | 68 513  | 35,51 |
| Lega per Salvini Premier                  | Alberto Stefani ✔️ Eletto | 116 885 | 60,59 | 29 772                         | 15,43   |       |
| Forza Italia                              | Alberto Stefani ✔️ Eletto | 116 885 | 60,59 | 15 441                         | 8,00    |       |
| Noi moderati/Lupi - Toti - Brugnaro - UDC | Alberto Stefani ✔️ Eletto | 116 885 | 60,59 | 3 159                          | 1,64    |       |
|                                           | Alberto Lucchin           | 39 980  | 20,72 | Partito Democratico-IDP        | 30 584  | 15,85 |
| Alleanza Verdi e Sinistra                 | Alberto Lucchin           | 39 980  | 20,72 | 4 532                          | 2,35    |       |
| +Europa                                   | Alberto Lucchin           | 39 980  | 20,72 | 4 150                          | 2,15    |       |
| Impegno Civico - Centro Democratico       | Alberto Lucchin           | 39 980  | 20,72 | 714                            | 0,37    |       |
|                                           | Giacomo Bovolenta         | 12 817  | 6,64  | Azione - Italia Viva - Calenda | 12 817  | 6,64  |
|                                           | Elena Suman               | 12 128  | 6,29  | Movimento 5 Stelle             | 12 128  | 6,29  |
|                                           | Marco Piccoli             | 4 747   | 2,46  | Italexit                       | 4 747   | 2,46  |
|                                           | Moreno Ferrari            | 2 354   | 1,22  | Vita                           | 2 354   | 1,22  |
|                                           | Giorgio Stocco            | 2 044   | 1,06  | Italia Sovrana e Popolare      | 2 044   | 1,06  |
|                                           | Maria Teresa Bovolenta    | 1 964   | 1,02  | Unione Popolare                | 1 964   | 1,02  |
| Totale                                    | Totale                    | 192 919 | 100   |                                | 192 919 | 100   |
|                                           |                           |         |       |                                |         |       |
| Schede bianche                            | Schede bianche            | 3 032   | 1,50  |                                |         |       |
| Schede nulle                              | Schede nulle              | 5 607   | 2,78  |                                |         |       |
| Votanti                                   | Votanti                   | 201 558 | 68,40 |                                |         |       |
| Elettori                                  | Elettori                  | 294 665 |       |                                |         |       |